# Al Jazeera Balkans

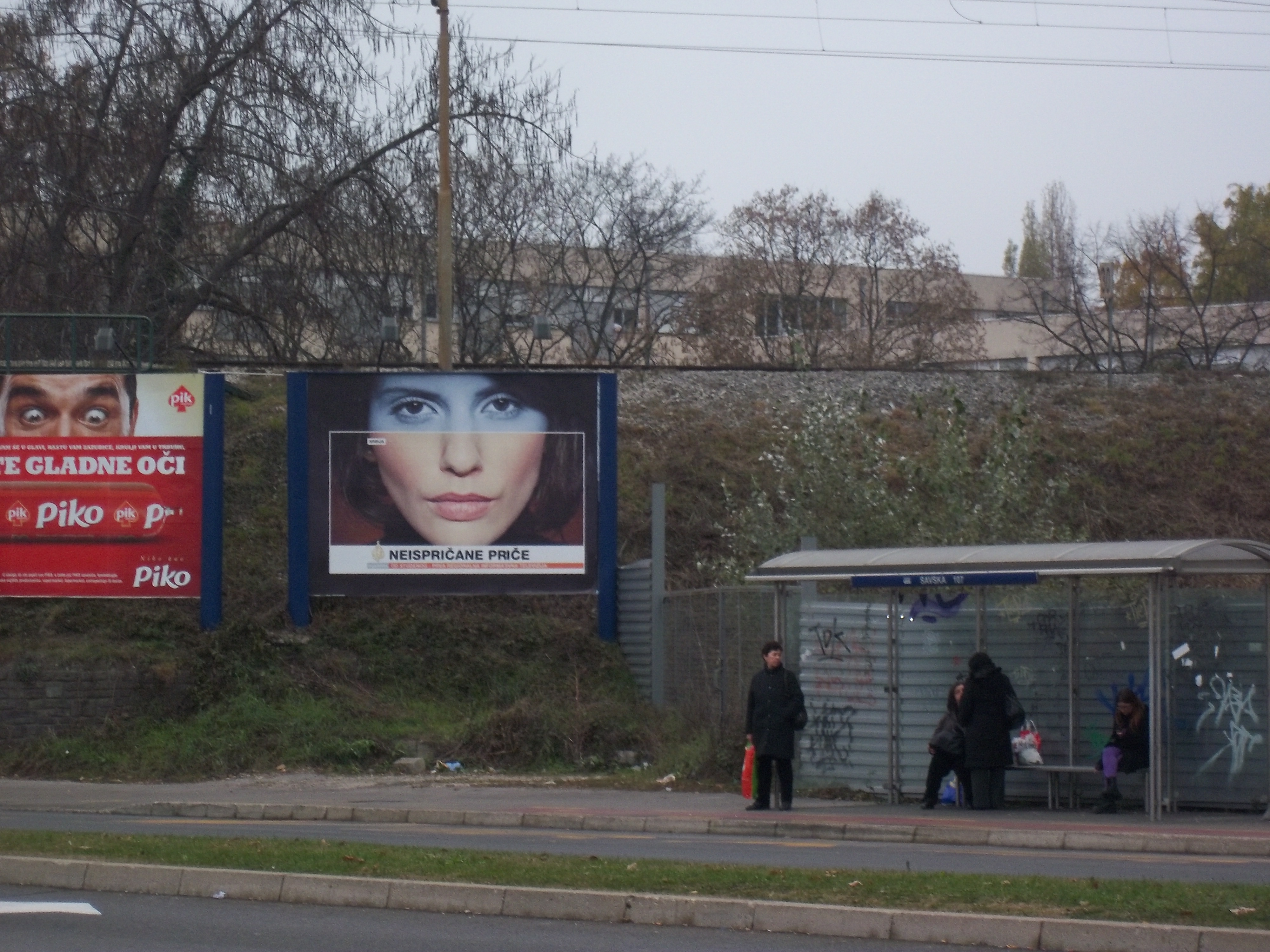
Une publicité pour la chaîne de télévision dans la rue

Al Jazeera Balkans (AJB) fut une chaîne d'information internationale en continu en bosnien lancée par Al Jazeera Media Network le 11 novembre 2011.

## Chaîne
Le siège de la chaîne se trouve à Sarajevo. Dans les Balkans, la chaîne possède des bureaux à Belgrade (Serbie), Zagreb (Croatie) et à Skopje (Macédoine du Nord). La chaîne diffuse ses programmes sur le satellite Eutelsat W3C. Ses programmes sont diffusés jusqu'à 20 heures en serbe, bosniaque, croate.

## Internet
Al Jazeera Balkans diffuse ses programmes via leur site officiel[réf. souhaitée].